# Fergus mac Róich
In de Ierse mythologie is Fergus mac Róich (ook wel geschreven als "Fergus mac Rossa en Fergus mac Ríog") de voormalige koning van Ulster ten tijde van de gebeurtenissen in de Ulstercyclus. Hij was misleid door Ness, die haar zeven jaar oude zoon Conchobar mac Nessa koning maakte in zijn plaats.
Nadat Conchobars verloofde Deirdre gevlucht was met haar geliefde Naoise stond Fergus garant voor hun veilige terugkeer. Bij terugkomst liepen ze echter in een hinderlaag. Fergus werd verbannen en vertrok naar Connacht, alwaar hij de minnaar werd van koningin Medb.
In de Táin Bó Cúailnge treedt hij regelmatig op als onderhandelaar, daar zowel zijn pleegzoon Cú Chulainn als Medb hem vertrouwen.